# Černovický potok (přítok Lužnice)
Černovický potok je pravostranný přítok řeky Lužnice, který odvodňuje malé území na jihozápadě okresu Pelhřimov a jihovýchodní část okresu Tábor. Délka vodního toku v kategorii významný činí 13,2 km. Tvoří meandry, má určené rybářské revíry, napájí několik rybníků (zejména u Tučap a Dvorců).
Pramení západně od obce Lidmaň na Pelhřimovsku v nadmořské výšce 638 m. Severně od osady Svatava vytéká z rybníka Vaberák, míří jižně pod Černovice, protéká zámeckým parkem, stéká se s Lhoteckým potokem, napájí Loucký rybník, přijímá vodu toku Javornička, níže pak Psárovský a Hojovický potok. Pod obcí Mlýny se stáčí k jihu, přes rybník Chobot míří k Jankovskému mlýnu, pod Budislavskou horou (559 m n. m.) přitéká voda z více potoků (např. Lipovský a Brusník) a u obce Budislav napájí Zámecký rybník. V Tučapech protéká rybníky Pokoj a Malý pokoj a pod vsí Dvorce napájí velký rybník Zmrhal. Potom západním směrem míří k obci Sedlečko u Soběslavě, kde se obrací prudce k jihu a kolem lesa Libouš (kóta 438 m n. m.) a Nového rybníka zamíří od severu do města Soběslav, zde ještě přijímá Chlebovský potok a pak již město protéká a vlévá se do Lužnice (ve výšce 403 m n. m.). 
Černovický potok bývá v dolním toku i turisticky sjízdný. Jet se dá již od zámku v Černovicích, kde se stékají Černovický a Lhotecký potok Jedná se ale o úzký, ale poměrně rychlý tok; běžně se splouvá až z Budislavi a končí v Soběslavi (na soutoku s Lužnicí).

## Povodně
Na vodním toku byly zaznamenány tyto povodně:
- 18. července 1736 – po 28 dnech dešťů se protrhly hráze rybníků (zejména u Tučap a na Dírensku), velkou vodou bylo snad nejvíce postiženo město Soběslav.
- 5. února 1909 – po kruté zimě a náhlé prudké oblevě s deštěm (3. února) stoupla voda a po protržení hráze rybníka Zmrhal se hnuly ledové kry (od Dvorců až k Soběslavi), v městě došlo u mostu k zatarasení a voda stoupla, zaplavila i náměstí a na 26 domů, místní hasičský sbor, četníci a dobrovolníci bariéru postupně uvolnili.
- 8. srpna 2002 – Černovický potok vystoupil z břehů a zaplavil nejen pole a louky, ale i obce Budislav a Tučapy a na dolním toku ohrozil zástavbu v Soběslavi. Dne 14. srpna voda na dolním toku, zejména v Soběslavi, dosáhla historického maxima.

## Galerie

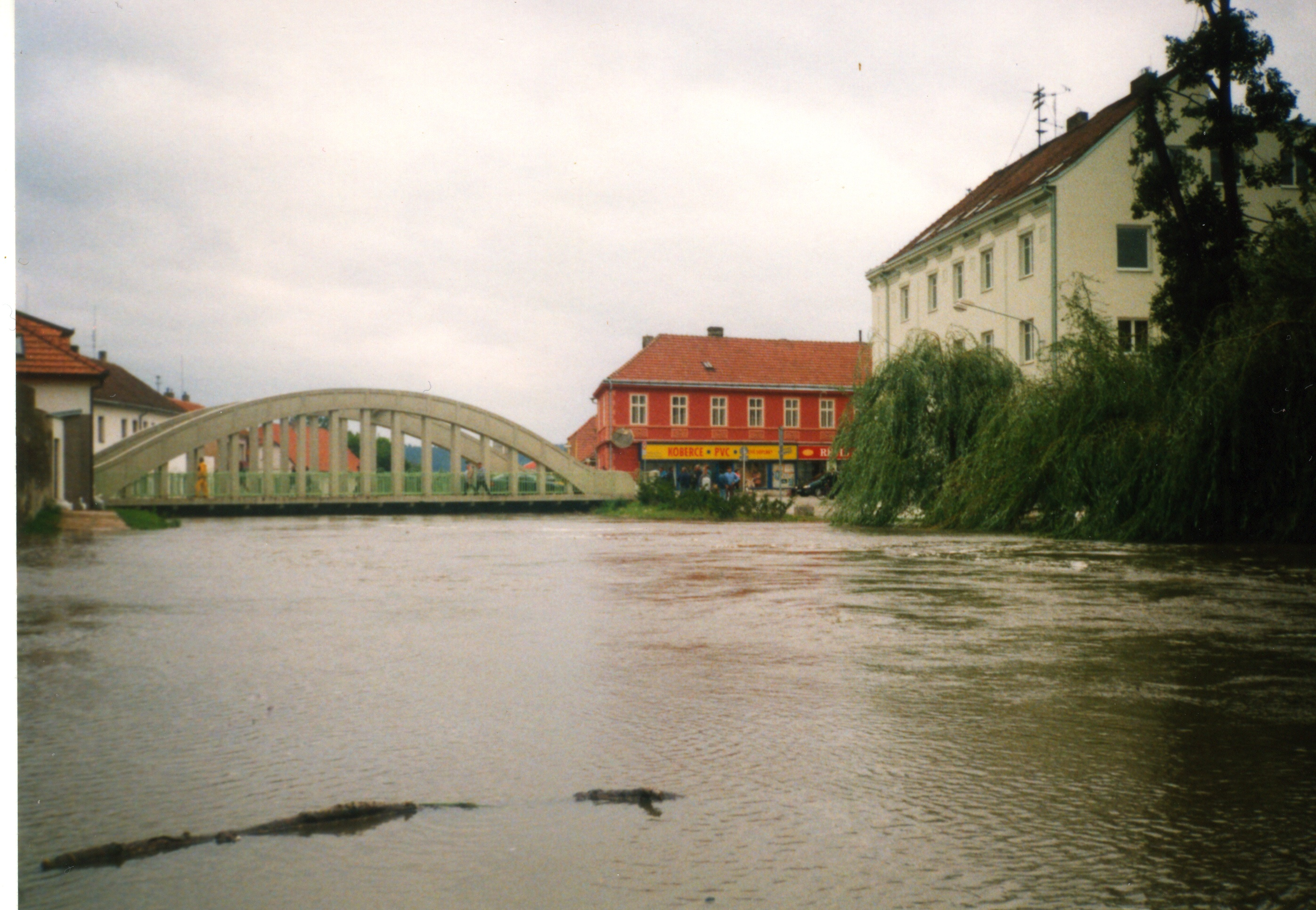
Voda ve městě, most u polikliniky 14.8.2002
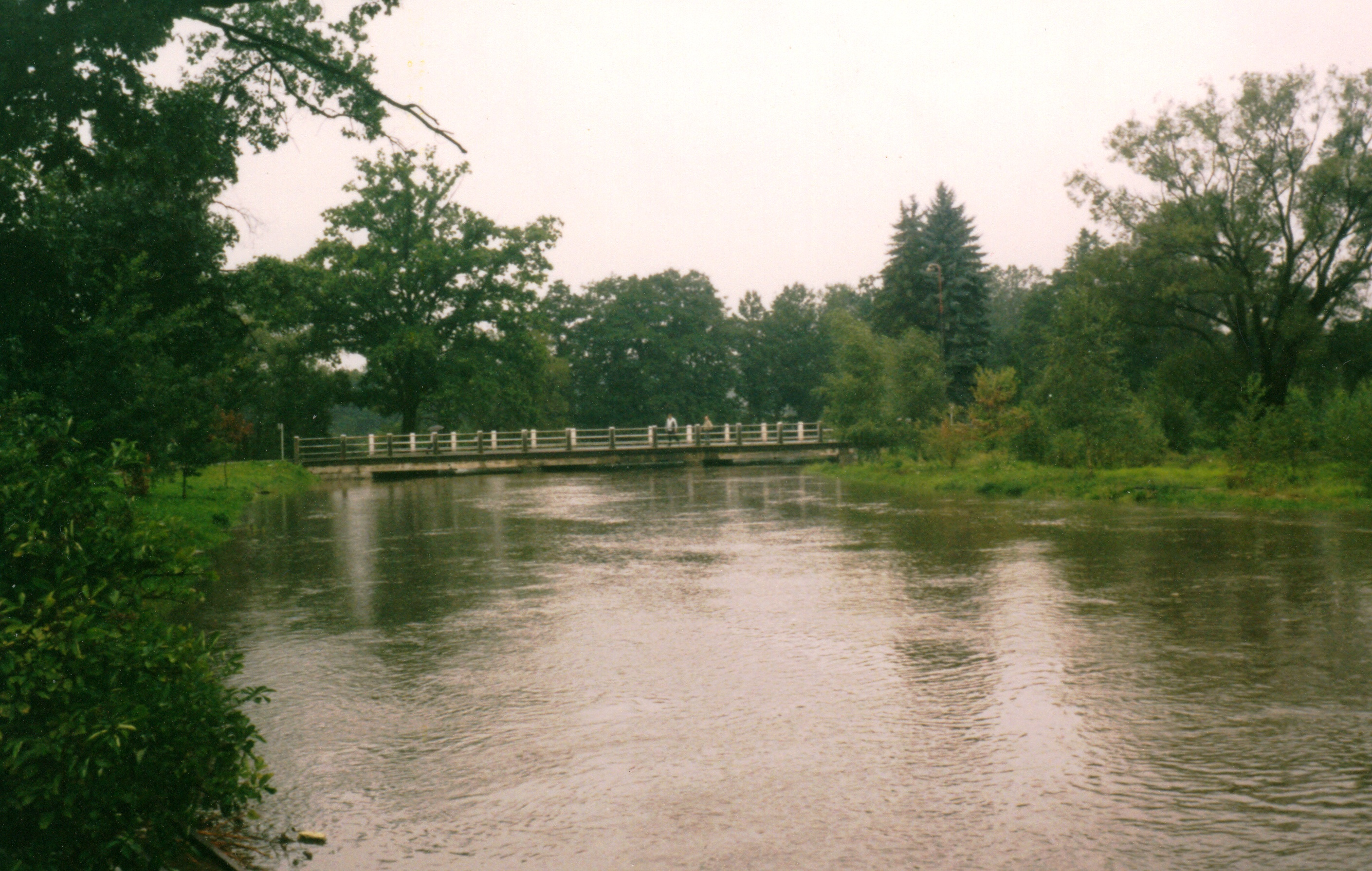
Voda 14.8.2002 poblíž soutoku s Lužnicí
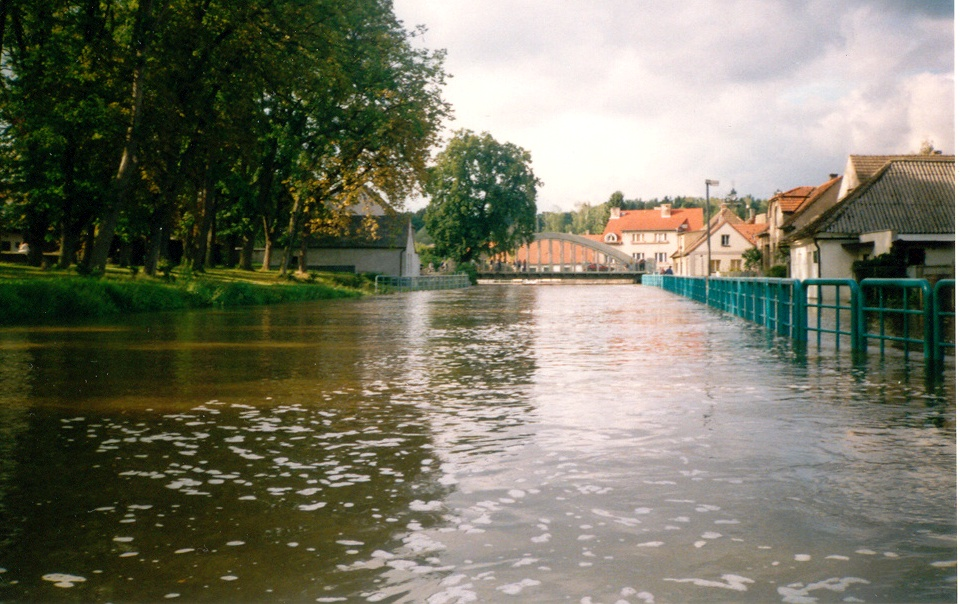
Voda u parku a Chvalovského nábřeží 14.8.2002
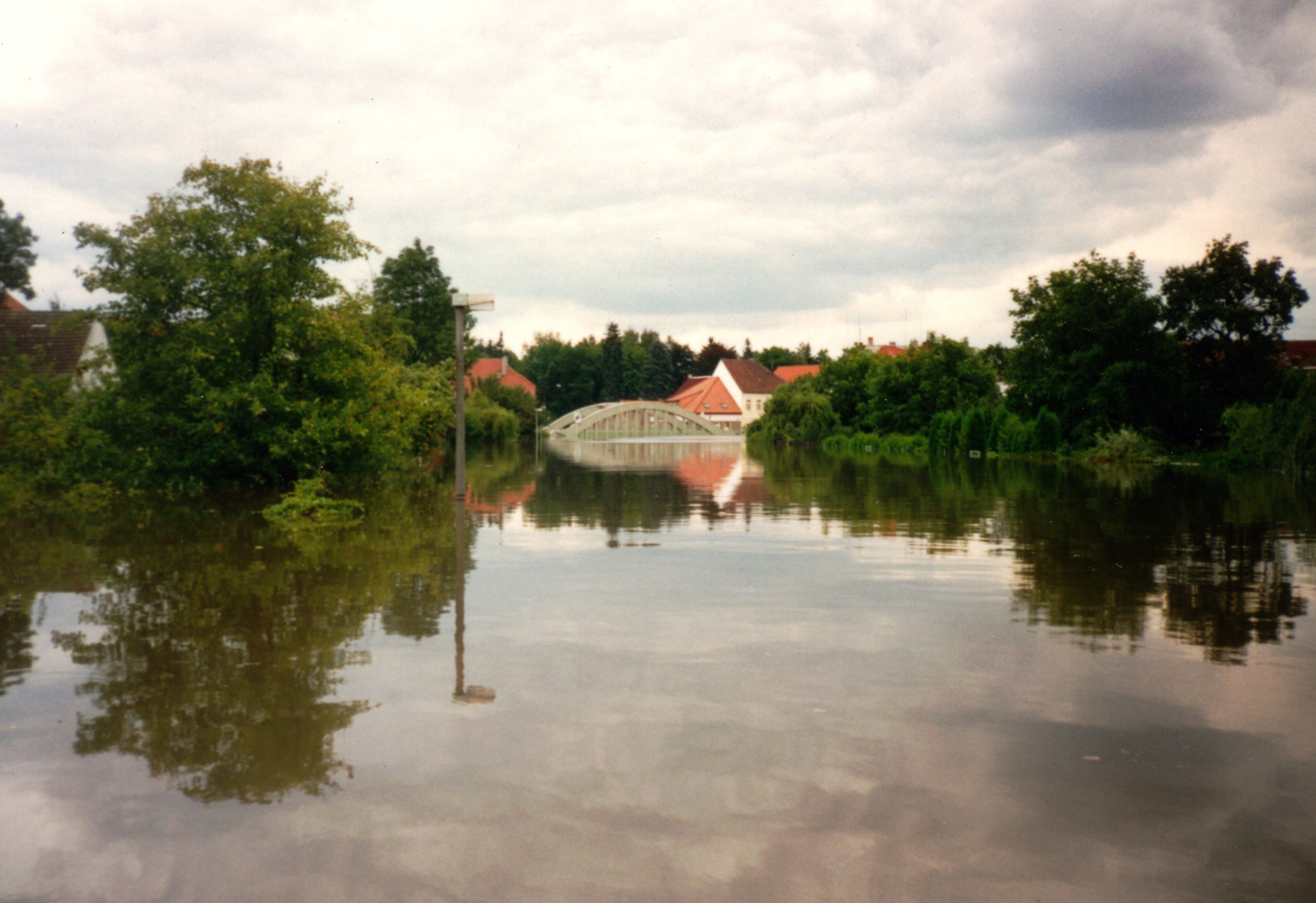
Černovický potok od severní strany 15.8.2002
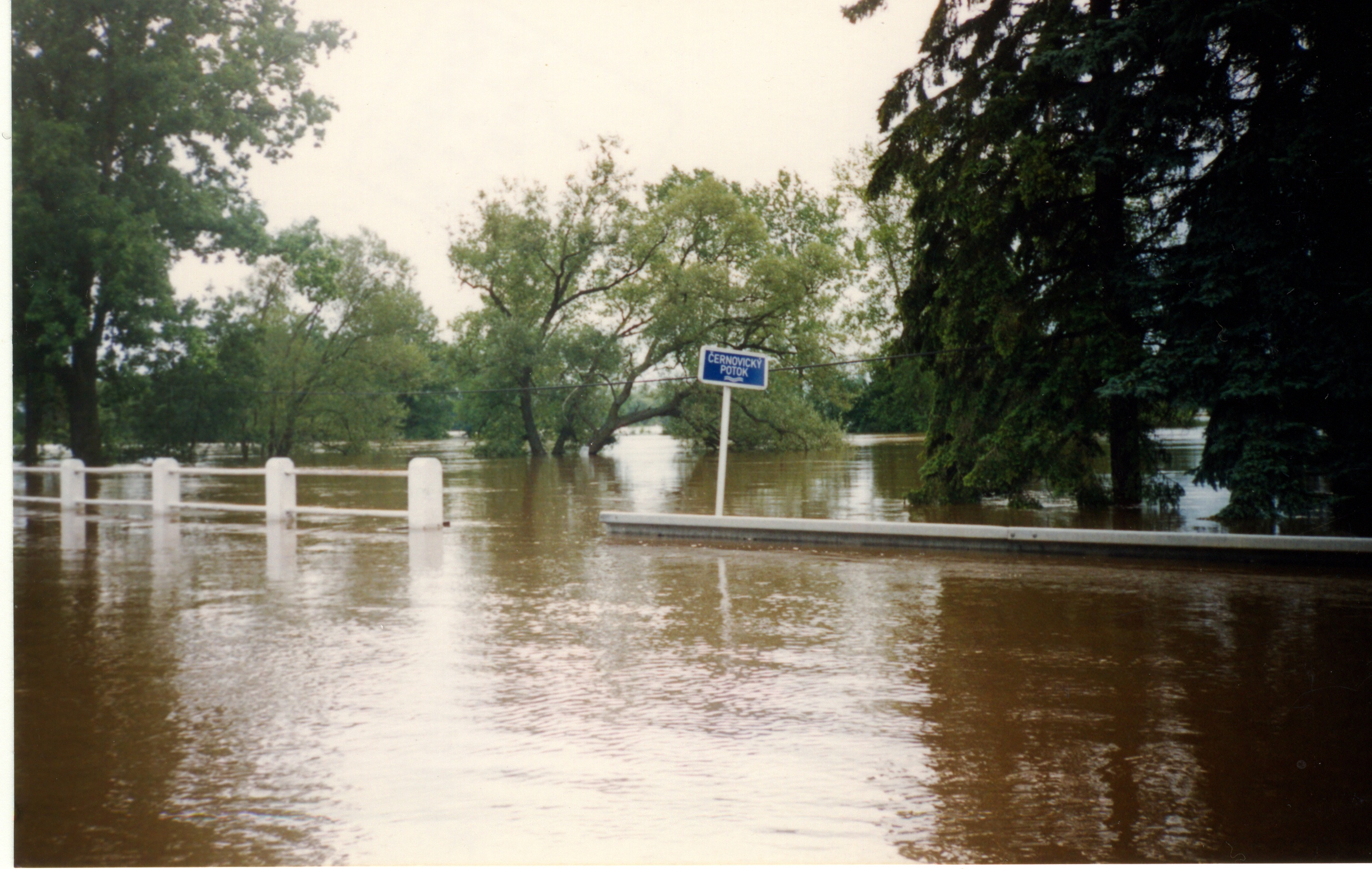
Voda na silnici E55, u mostu infotabulka:Černovický potok